# Gagrella hansenii
Gagrella hansenii is een hooiwagen uit de familie Sclerosomatidae.